# Período orbital
O período orbital (também conhecido como período de revolução) é o tempo que um determinado objeto astronômico leva para completar uma órbita em torno de outro objeto e se aplica em astronomia geralmente a planetas ou asteroides orbitando o Sol, luas orbitando planetas, exoplanetas orbitando outras estrelas ou estrelas binárias.
Para objetos celestes em geral, o período orbital sideral (ano sideral) é referido pelo período orbital, determinado por uma revolução de 360° de um corpo celeste em torno de outro, por exemplo a Terra orbitando o Sol, em relação às estrelas fixas projetadas no céu. Os períodos orbitais podem ser definidos de várias maneiras. O período tropical é mais específico quanto à posição da estrela-mãe. É a base do ano solar e, respectivamente, do ano civil.
O período sinódico incorpora não apenas a relação orbital com a estrela-mãe, mas também com outros objetos celestes, tornando-se não uma mera abordagem diferente da órbita de um objeto em torno de sua estrela, mas um período de relações orbitais com outros objetos, normalmente a Terra e suas órbitas ao redor do sol. Aplica-se ao tempo decorrido em que os planetas retornam ao mesmo tipo de fenômeno ou localização, como quando qualquer planeta retorna entre suas conjunções observadas consecutivas ou oposições ao Sol. Por exemplo, Júpiter tem um período sinódico de 398,8 dias da Terra; assim, a oposição de Júpiter ocorre aproximadamente uma vez a cada 13 meses.
Os períodos em astronomia são convenientemente expressos em várias unidades de tempo, frequentemente em horas, dias ou anos. Eles também podem ser definidos sob diferentes definições astronômicas específicas que são causadas principalmente pelas pequenas influências gravitacionais externas e complexas de outros objetos celestes. Essas variações também incluem o verdadeiro posicionamento do centro de gravidade entre dois corpos astronômicos (baricentro), perturbações por outros planetas ou corpos, ressonância orbital, relatividade geral, etc. A maioria é investigada por teorias astronômicas complexas e detalhadas usando a mecânica celeste usando observações posicionais precisas de objetos celestes via astrometria.

## Períodos relacionados
Existem muitos períodos relacionados às órbitas dos objetos, cada um dos quais é frequentemente usado nos vários campos da astronomia e astrofísica, particularmente eles não devem ser confundidos com outros períodos rotativos como períodos de rotação. Exemplos de algumas das orbitais comuns incluem o seguinte:
- O período sideral é a quantidade de tempo que um objeto leva para fazer uma órbita completa, em relação às estrelas, o ano sideral. Este é o período orbital em um referencial inercial (não rotativo).
- O período sinódico é a quantidade de tempo que leva para um objeto reaparecer no mesmo ponto em relação a dois ou mais objetos. De uso comum, esses dois objetos são normalmente a Terra e o Sol. O tempo entre duas oposições sucessivas ou duas conjunções sucessivas também é igual ao período sinódico. Para os corpos celestes do Sistema Solar, o período sinódico (com relação à Terra e ao Sol) difere do período sideral devido ao movimento da Terra em torno do Sol. Por exemplo, o período sinódico da órbita da Lua visto da Terra, em relação ao Sol, é de 29.5 dias solares médios, uma vez que a fase e a posição da Lua em relação ao Sol e à Terra se repetem após este período. Isso é mais longo do que o período sideral de sua órbita ao redor da Terra, que é de 27.3 dias solares médios, devido ao movimento da Terra em torno do Sol.
- O período draconítico (também chamado de período dracônico ou período nodal), é o tempo que decorre entre duas passagens do objeto através de seu nó ascendente, o ponto de sua órbita onde cruza a eclíptica do hemisfério sul ao norte. Este período difere do período sideral porque tanto o plano orbital do objeto quanto o plano da eclíptica precessam em relação às estrelas fixas, portanto, sua intersecção, a linha de nós, também precessa em relação às estrelas fixas. Embora o plano da eclíptica seja frequentemente mantido fixo na posição que ocupava em uma época específica, o plano orbital do objeto ainda sofre precessão, fazendo com que o período draconítico seja diferente do período sideral.[1]
- O período anomalístico é o tempo que decorre entre duas passagens de um objeto em seu periapsia (no caso dos planetas do Sistema Solar, denominado periélio), o ponto de sua aproximação mais próxima ao corpo de atração. Ele difere do período sideral porque o semieixo maior do objeto normalmente avança lentamente.
- Além disso, o período tropical da Terra (um ano tropical) é o intervalo entre dois alinhamentos de seu eixo de rotação com o Sol, também visto como duas passagens do objeto em uma ascensão reta de 0h. Um ano terrestre é ligeiramente mais curto do que o período para o Sol completar um circuito ao longo da eclíptica (um ano sideral) porque o eixo inclinado e o plano equatorial lentamente precessam (giram em relação às estrelas de referência), realinhando-se com o Sol antes que a órbita seja concluída. Este ciclo de precessão axial da Terra, conhecido como precessão dos equinócios, ocorre aproximadamente a cada 25 770 anos.

## Corpo pequeno orbitando um corpo central

O semieixo maior (a) e o semieixo menor (b) de uma elipse

De acordo com a Terceira Lei de Kepler, o período orbital T (em segundos) de duas massas pontuais orbitando uma à outra em uma órbita circular ou elíptica é:
{\displaystyle T=2\pi {\sqrt {\frac {a^{3}}{\mu }}}}
onde:
- a é o semieixo maior da órbita
- μ = GM é o parâmetro gravitacional padrão
  - M é a massa do corpo mais massivo.
  - G é a constante gravitacional,

Para todas as elipses com um determinado semieixo maior, o período orbital é o mesmo, independentemente da excentricidade.
Inversamente, para calcular a distância em que um corpo deve orbitar para ter um determinado período orbital:
{\displaystyle a={\sqrt[{3}]{\frac {GMT^{2}}{4\pi ^{2}}}}}
onde:
- a é o semieixo maior da órbita,
- G é a constante gravitacional,
- M é a massa do corpo mais massivo,
- T é o período orbital.

Por exemplo, para completar uma órbita a cada 24 horas em torno de uma massa de 100 kg, um pequeno corpo deve orbitar a uma distância de 1.08 metros do centro de massa do corpo central.
No caso especial de órbitas perfeitamente circulares, a velocidade orbital é constante e igual (em m/s) a
{\displaystyle v_{\text{o}}={\sqrt {\frac {GM}{r}}}}
onde:
- r é o raio da órbita circular em metros,
- G é a constante gravitacional,
- M é a massa do corpo central.

Isso corresponde a 1⁄√2 vezes (≈ 0,707 vezes) a velocidade de escape.

## Efeito da densidade do corpo central
Para uma esfera perfeita de densidade uniforme, é possível reescrever a primeira equação sem medir a massa como:
{\displaystyle T={\sqrt {{\frac {a^{3}}{r^{3}}}{\frac {3\pi }{G\rho }}}}}
onde:
- r é o raio da esfera
- a é o semieixo maior da órbita em metros,
- G é a constante gravitacional,
- ρ é a densidade da esfera em quilogramas por metro cúbico.

Por exemplo, um pequeno corpo em órbita circular 10.5 cm acima da superfície de uma esfera de tungstênio com meio metro de raio viajaria a pouco mais de 1 mm/s, completando uma órbita a cada hora. Se a mesma esfera fosse feita de chumbo, o pequeno corpo precisaria orbitar apenas 6.7 mm acima da superfície para sustentar o mesmo período orbital.
Quando um corpo muito pequeno está em uma órbita circular pouco acima da superfície de uma esfera de qualquer raio e densidade média ρ (em kg/m3), a equação acima simplifica para (uma vez que M = Vρ = ⁠4/3⁠πa3ρ)
{\displaystyle T={\sqrt {\frac {3\pi }{G\rho }}}}
Assim, o período orbital em órbita baixa depende apenas da densidade do corpo central, independentemente de seu tamanho.
Assim, para a Terra como o corpo central (ou qualquer outro corpo esfericamente simétrico com a mesma densidade média, cerca de 5 515 kg/m3, por exemplo, Mercúrio com 5 427 kg/m3 e Vênus com 5 243 kg/m3), obtemos:
T = 1,41 horas
e para um corpo feito de água (ρ ≈ 1 000 kg/m3), ou corpos com uma densidade semelhante, por exemplo luas de Saturno Jápeto com 1 088 kg/m3 e Tétis com 984 kg/m3 obtemos:
T = 3,30 horas
Assim, como alternativa para usar um número muito pequeno como G, a força da gravidade universal pode ser descrita usando algum material de referência, como a água: o período orbital para uma órbita logo acima da superfície de um corpo esférico de água é de 3 horas e 18 minutos. Por outro lado, isso pode ser usado como uma espécie de unidade "universal" de tempo se tivermos uma unidade de massa, uma unidade de comprimento e uma unidade de densidade.

## Dois corpos orbitando um ao outro

Gráfico log-log do período T vs. semieixo maior a (média do afélio e periélio) de algumas órbitas do Sistema Solar (cruzamentos denotando os valores de Kepler) mostrando que a³/T² é constante (linha verde)

Na mecânica celeste, quando as massas de ambos os corpos orbitais devem ser levadas em consideração, o período orbital T pode ser calculado da seguinte maneira:
{\displaystyle T=2\pi {\sqrt {\frac {a^{3}}{G\left(M_{1}+M_{2}\right)}}}}
onde:
- a é a soma dos semieixos maiores das elipses em que se movem os centros dos corpos, ou equivalentemente, o semieixo maior da elipse em que um corpo se move, no referencial com o outro corpo na origem (que é igual à sua separação constante para órbitas circulares),
- M1 + M2 é a soma das massas dos dois corpos,
- G é a constante gravitacional.

Observe que o período orbital é independente do tamanho: para um modelo em escala seria o mesmo, quando as densidades são as mesmas, como M escala linearmente com a³ (ver também Órbita § Escala na gravidade).
Em uma trajetória parabólica ou hiperbólica, o movimento não é periódico e a duração da trajetória completa é infinita.

## Período sinódico
Uma das características observáveis de dois corpos que orbitam um terceiro corpo em órbitas diferentes e, portanto, têm períodos orbitais diferentes, é seu período sinódico, que é o tempo entre as conjunções.
Um exemplo dessa descrição de período relacionado são os ciclos repetidos de corpos celestes observados da superfície da Terra, o período sinódico, aplicando-se ao tempo decorrido em que os planetas retornam ao mesmo tipo de fenômeno ou localização. Por exemplo, quando qualquer planeta retorna entre suas conjunções observadas consecutivas ou oposições ao Sol. Por exemplo, Júpiter tem um período sinódico de 398,8 dias da Terra; assim, a oposição de Júpiter ocorre aproximadamente uma vez a cada 13 meses.
Se os períodos orbitais dos dois corpos ao redor do terceiro são chamados de T1 e T2, de modo que T1 < T2, seu período sinódico é dado por:
{\displaystyle {\frac {1}{T_{\mathrm {syn} }}}={\frac {1}{T_{1}}}-{\frac {1}{T_{2}}}}

## Exemplos de períodos siderais e sinódicos
Tabela de períodos sinódicos no Sistema Solar, em relação à Terra:
| Objeto                                    | Período sideral (yr)       | Período sinódico | Período sinódico |
| Objeto                                    | Período sideral (yr)       | (yr)             | (d)              |
| ----------------------------------------- | -------------------------- | ---------------- | ---------------- |
| Mercúrio                                  | 0,240846 (87,9691 dais)    | 0,317            | 115,88           |
| Vênus                                     | 0,615 (225 dais)           | 1,599            | 583,9            |
| Terra                                     | 1 (365,25636 dias solares) | —                | —                |
| Marte                                     | 1,881                      | 2,135            | 779,9            |
| Júpiter                                   | 11,86                      | 1,092            | 398,9            |
| Saturno                                   | 29,46                      | 1,035            | 378,1            |
| Urano                                     | 84,01                      | 1,012            | 369,7            |
| Netuno                                    | 164,8                      | 1,006            | 367,5            |
| 134340 Plutão                             | 248,1                      | 1,004            | 366,7            |
| Lua                                       | 0,0748 (27,32 dais)        | 0,0809           | 29,5306          |
| 99942 Apófis (asteroide próximo da Terra) | 0,886                      | 7,769            | 2 837,6          |
| 4 Vesta                                   | 3,629                      | 1,380            | 504,0            |
| 1 Ceres                                   | 4,600                      | 1,278            | 466,7            |
| 10 Hígia                                  | 5,557                      | 1,219            | 445,4            |
| 2060 Quíron                               | 50,42                      | 1,020            | 372,6            |
| 50000 Quaoar                              | 287,5                      | 1,003            | 366,5            |
| 136199 Éris                               | 557                        | 1,002            | 365,9            |
| 90377 Sedna                               | 12 050                     | 1,0001           | 365,3            |

No caso de um satélite natural de um planeta, o período sinódico geralmente significa o período sinódico do sol, ou seja, o tempo que o satélite natural leva para completar suas fases de iluminação, completando as fases solares para um astrônomo na superfície do planeta. O movimento da Terra não determina este valor para outros planetas porque um observador na Terra não é orbitado pelos satélites naturais em questão. Por exemplo, o período sinódico de Deimos é 1.2648 dias, 0.18% mais longo do que o período sideral de Deimos de 1.2624 dias.

### Períodos sinódicos em relação a outros planetas
O conceito de período sinódico se aplica não apenas à Terra, mas também a outros planetas, e a fórmula de cálculo é a mesma dada acima. Aqui está uma tabela que lista os períodos sinódicos de alguns planetas em relação uns aos outros:
| Relativo para | Marte | Júpiter | Saturno | Quíron | Urano | Netuno | Plutão | Quaoar | Éris  |
| ------------- | ----- | ------- | ------- | ------ | ----- | ------ | ------ | ------ | ----- |
| Sol           | 1,881 | 11,86   | 29,46   | 50,42  | 84,01 | 164,8  | 248,1  | 287,5  | 557,0 |
| Marte         |       | 2,236   | 2,009   | 1,954  | 1,924 | 1,903  | 1,895  | 1,893  | 1,887 |
| Júpiter       |       |         | 19,85   | 15,51  | 13,81 | 12,78  | 12,46  | 12,37  | 12,12 |
| Saturno       |       |         |         | 70,87  | 45,37 | 35,87  | 33,43  | 32,82  | 31,11 |
| 2060 Quíron   |       |         |         |        | 126,1 | 72,65  | 63,28  | 61,14  | 55,44 |
| Urano         |       |         |         |        |       | 171,4  | 127,0  | 118,7  | 98,93 |
| Netuno        |       |         |         |        |       |        | 490,8  | 386,1  | 234,0 |
| Plutão        |       |         |         |        |       |        |        | 1810,4 | 447,4 |
| 50000 Quaoar  |       |         |         |        |       |        |        |        | 594,2 |

## Estrelas binárias
| Estrela binária                      | Período orbital      |
| ------------------------------------ | -------------------- |
| AM Canum Venaticorum                 | 17,146 minutos       |
| Beta Lyrae AB                        | 12,9075 dais         |
| Alpha Centauri AB                    | 79,91 anos           |
| Proxima Centauri – Alpha Centauri AB | 500 000 anos ou mais |